# ドラゴンボールの地理
ドラゴンボールの地理（ドラゴンボールのちり）では、鳥山明の漫画『ドラゴンボール』、ならびにそれを原作としたアニメなどの舞台となる場所について記述する。

## 概要
『ドラゴンボール』を構成する世界は、広大な宇宙である「この世」、死後の世界である「あの世」、界王神たちが住む「界王神界」の3つのエリアに分かれる。この他、どの世界にも属さない「亜空間」も存在している。世界全体は球体をしており、その中の上半分にあの世、下半分にこの世が広がっている。これらの世界全体の設定は鳥山明がアニメ制作スタッフから頼まれて描き起こしたもので、連載終了後に界王神界を足した完成図が作られた。このボールのような世界観は作者にも読者にも雰囲気がつかみやすいように考えられた。
『ドラゴンボールZ 神と神』や『ドラゴンボール超』では、宇宙そのものは全部で12存在し、先述の孫悟空たちが冒険を繰り広げている宇宙は「第7宇宙」に属していることが明かされた。12の宇宙は「第1宇宙と第12宇宙」「第2宇宙と第11宇宙」のように合計数「13」となる宇宙同士は表裏一体で対になっており、双子のようにそれぞれほとんど同じ惑星や銀河が存在している。元々宇宙は18あったが、そのうち6つは全ての宇宙を統べる全王によって消されている。12の宇宙は全王によって「人間のレベル」を指数化した格付けがされている。第7宇宙と第9宇宙が最低ランクの宇宙とされており、それぞれ序列11位と12位。第1、第5、第8、第12宇宙は人間レベルが7を超える上位の宇宙とされている。平均レベルは第1、第12宇宙以外は特段変動はなく横ばい状態であり、全体のレベルそのものは下降傾向にある。第7宇宙のレベルは3.18で下から2番目だったが、漫画版『ドラゴンボール超』では力の大会の最優秀選手の権利として消えた宇宙の復活を願ったことで、下から3番目に上がったと大神官が述べている。
この他、『ドラゴンボール』では複数の並行世界が存在する。タイムマシンなどで過去を変えることで生まれる全く別の世界であり、時間のコントロールは新しい世界を作りかねないため銀河法では星流しの重罪となっており、神々の世界でも時間の安易な移動や過去に行くことは厳しく禁じられている。『ドラゴンボール超』では、未来トランクスがいる世界は、未来の全王によって不死身のザマスもろとも地球を含め未来世界ごと消されたため、この時間軸にて全王以外で生き残ったのはトランクスとマイだけになった。第6宇宙のヒットは自分以外の時間を止めることができ、これも重罪にあたるが、銀河パトロールではヒットを逮捕することなどできないため見過ごされている。また、ヒットは跳躍させて貯めた時間を使ってパラレルワールドを作り出せる。
本項では特記の無い限りは第7宇宙について述べる。

## この世
とてつもなく巨大な球状の空間において、あの世の下方に位置する世界。この世は、宇宙や魔界といった世界によって形成されている。

### 宇宙
この世に存在するすべての天体を包み込む、はてしなく広がる闇の広大な空間。宇宙の中では無数の星が集まり星雲を作り、星雲が無数に集まり銀河を形成しており、宇宙空間に無限に存在する銀河を統括するための業務上の区分として宇宙空間は北の銀河（北のエリア）、南の銀河（南のエリア）などと呼ばれる東西南北4エリアに区分けされている。どの銀河（エリア）間でも、技術力さえあれば自由に移動することはできる。あの世に住む界王たちによって管理されており、宇宙全体は不思議な文様の刻まれた壁により密閉されている。この宇宙は界王神たちによる創造と、破壊神たちによる破壊を繰り返しながら全体の均衡が保たれている。宇宙空間においては、場所によって宇宙潮流という激しい流れも発生しており、その流れに宇宙船が飲まれてしまうと大変危険である。宇宙には数多くの星々が存在しており、それぞれの星には地球人、サイヤ人、ナメック星人、ツフル人など、多種多様な種族が存在している。宇宙には、フリーザやサイヤ人たちに対抗しうる戦力は有していないが宇宙警察機構も存在していて、『銀河パトロール ジャコ』や『超』などに銀河パトロールが登場するが、サイヤ人には子供の時以外は歯が立たず、フリーザなどは見て見ぬふりをしていると説明されている。銀河パトロール隊のパトロールエリアは天の川銀河のみ。ジャコによると知的生命体のいる星はそれほど多くはないという。『ドラゴンボール超』では、界王神により第7宇宙の中で人間のいる星は28個あることが判明した。500万年前に魔人ブウに数百の星が滅ぼされた他、漫画版『ドラゴンボール超』では1000万年以上前にモロによりイラギ星系が破壊され、320の惑星が死滅したことが判明している。
宇宙の多くでは、宇宙公用語と呼ばれる宇宙全般で使われている言語を使用しているが、一部ではナメック語のような独自の言語を使う星もある。『ドラゴンボール超』では神々が使用する神の言語の他、8番太陽暦が登場しており、1週間が地球時間の5日間に相当する。また、神歴（しんれき）が登場している。
劇場版『ドラゴンボール超 ブロリー』では宇宙共通通貨として銀の棒が登場しており、フリーザ軍が使用している。
テレビアニメ『ドラゴンボールZ』や『ドラゴンボール改』、『超』では、一歩間違えれば宇宙そのものが破壊される事を示唆する描写がなされている。例としては、ベジットとの戦闘中に怒り狂って我を忘れた悟飯吸収ブウが発するパワーによって、周囲の空間が歪んで次元の壁を突き破り、空に光る裂け目がいくつも出現していた。この現象を『Z』ではデンデが、『改』ではベジットが「次元の壁が破れて異次元が飛び出してしまって、このままでは異次元にこの宇宙が押し潰されてしまう」と解説している。

また別の例として、テレビアニメ『超』の超サイヤ人ゴッド悟空とビルスの戦闘時に両者の攻撃が激突したときの余波によって、宇宙船の内部が爆発、太陽フレアの打ち消し、大気の破壊、地球全域の人々が転倒し、地割れが起きるほどの地震と衝撃波が発生していた。加えてその衝撃波は発生地点から遠ざかる程に破壊力が増すため、遠い星々を爆発させた上に、異次元の界王神界まで届く強烈なものであった。あと数回の両者の激突によって、悟空やビルスも含めて人、星、神、そして宇宙も破壊され、何もない虚無の空間になってしまう寸前までに至ったが、悟空が拳をビルスと全く同じ勢いと角度で衝突することによって攻撃を打ち消している。しかし以降の戦闘で生じた波動の歪みは全世界に広がるほどの超超高密度エネルギーを生み出し、ウイスすら「世界を終わらせるパワーなんて止められるわけない」と評した状況になったものの、ビルスが100%の力を出してその場に存在する全てのエネルギーを無に帰した。ビルスによりエネルギーが消滅して以降は、両者の戦闘においても宇宙を破壊する波動は再発しておらず、これを老界王神は「たぶん、ただのケンカだからじゃろう」と解説している。

同様に漫画版『超』の超サイヤ人ゴッド悟空とビルスの戦闘においても、地球で発生した衝撃が界王神界まで届き、老界王神が「このままでは宇宙全体が破壊されてしまう」と解説している。ビルスとシャンパの破壊神同士が闘うことも第6宇宙と第7宇宙の消滅を意味すると、テレビアニメ『超』でヴァドスが説明しており、漫画版『超』でも、はるか昔にビルスとシャンパが食べ物のいさかいで喧嘩をした際、もうこの宇宙がどうなっても構わんと全力のエネルギー弾をぶつけ合おうとしたところ、ウイスとヴァドスが制止している場面が登場する。

#### 種族
『ドラゴンボール』の世界には多種多様な種族が存在しており、地球人、サイヤ人、ナメック星人の三大種族が物語を形作っている。宇宙人の中にはまれに状況に応じて変身を行う種族がおり、大抵の場合はそれに伴い戦闘力が大幅に上昇する。中にはカムフラージュのためや平常時に余計なエネルギーを消耗させないために行う者もいるという。また、戦闘力を自在に変化できるタイプは珍しいとされる。
※ 原作で登場した種族には、名前しか挙がらなかったものも含む。
原作・アニメに登場
- 地球人
- サイヤ人
- ナメック星人
- 三つ目人
- フリーザ一族[17]
- ニコチャン星人[18]
- オカカウメ星人[18]
- リット星人
- ヤードラット星人
- メタモル星人
- 芯人

アニメで登場
- ツフル人
- ブレンチ星人、ベッパー星人、ゾルト星人
- 魔凶星人[18]
- シャーツ星人
- タッブ星人
- カナッサ星人
- ミート星人
- アーリア星人
- アルファ星人[注 6]
- コナッツ星人

- シャモ星人
- ビーンズ人
- イコンダ星人
- ヘラー一族
- クーン星人、オウター星人
- エルカ星人[注 7]

アニメ・漫画版『超』で登場
- モギーナ星人
- スナク星人
- ポトフ人
- ソテー人
- トカゲ星人
- シリアル人
- シュガ人

#### 天体
地球
悟空の仲間たちが住んでいる、北銀河の太陽系にある青く美しい星で、悟空の育ちの故郷。
月
地球の衛星。物語初期に悟空たちと戦った兎人参化ほか、ウサギ団のメンバーが島流しになった場所。その後、月は2回破壊されており（後述）、ウサギ団は、宇宙空間を漂い続けているとされる。
悟空やベジータといったサイヤ人は、各惑星に存在する月を満月のときに見ると大猿化し、戦闘力は通常時の10倍に跳ね上がるという特性がある。地球においては、こうして大猿化した悟空、悟飯を鎮めるかたちで二度破壊されている。一度目は第21回天下一武道会決勝戦にジャッキー・チュンとして出場した亀仙人に、二度目はベジータ来襲前にピッコロの手で破壊されている。一度目の破壊はピッコロ大魔王打倒後に神様により直されたが、二度目の破壊の後に直された描写はない。アニメでは『ドラゴンボールZ』第118話においてコルド大王の宇宙船から月が映し出されている他、劇場版『ドラゴンボールZ 龍拳爆発!!悟空がやらねば誰がやる』にも現れている。
木星
北銀河の太陽系にある、星全体がガスで覆われた惑星。ナメック星人の宇宙船に乗ったブルマが短時間で訪れた。
惑星ベジータ
重力が地球の10倍ある、サイヤ人の母星。フリーザにより破壊される。原作には名前のみ登場。
詳細は惑星ベジータを参照
ナメック星
緑の空が特徴的な、ナメック星人の故郷。フリーザにより破壊されてしまう。
新ナメック星
故郷を失ったナメック星人が移り住んだ、前のナメック星によく似た環境の星。湿地帯が多く、アジッサの木が育ちやすい。
ナメック星を参照。
惑星フリーザNo.79
フリーザが植民地としている、綿毛のような木が地表を覆っている星。ベジータの丸型宇宙船で地球から18日の距離にあり、フリーザ一味の中枢基地になっている。
ヤードラット星
不思議な力を持つヤードラット星人が住んでいる。ナメック星を脱出し、ここに不時着した悟空は彼らに瞬間移動を教えてもらうなど世話になった。また、ギニュー特戦隊が攻めていた星でもある。原作では名前のみ登場。
アニメでは星の様子が描かれており、柱状の岩が多い黄色と黒の縞模様の惑星になっている。また、アニメでのヤードラット星人の外観は、頭髪が無く眼球は大きく、顎に触角のようなものがある。鳥山明が『ドラゴンボールオンライン』で新たに描き起こしたデザインでは、楕円形状の頭をした容姿になっている。
漫画版『超』でも星の様子が描かれているが、科学が発達した未来的な都市が広がっている。地球同様ヤードラット星人にも色々な種類がいるという設定で、アニメで登場したものと鳥山明がデザインしたものの2パターンが登場している。ヤードラット星人は星の外に瞬間移動で出ることは禁止されている。また、銀河パトロールの管轄外の惑星でもある。銀河パトロールの宇宙船で新ナメック星からヤードラット星まで約1週間、ヤードラット星から地球まで10日以上かかる距離にある。作中で判明している彼らが使える術は、瞬間移動以外に増殖、巨大化、スピリットの強制分離などがあるが、いずれもスピリットのコントロールを学ぶ過程に覚えるものに過ぎない。
惑星ズン
プイプイの生まれ故郷で、重力が地球の10倍ある惑星。
漫画版『超』ではモロが送り込んだ部隊に襲撃され、王家の秘宝を奪われた上にモロに星のエネルギーを喰われて消滅する。
暗黒星
ヤコンの故郷であり、闇に包まれた惑星。
メタモル星
フュージョンを得意とするメタモル星人が住む惑星。悟空は、あの世にいたメタモル星人からフュージョンを教わった。作中ではメタモル星人の名前のみ登場。
惑星ポポル
山吹色の糞をするカエルが住む惑星。名前のみの登場。

##### 『ドラゴンボールZ』に登場した惑星
これらのほかにもゲームにのみ登場する惑星として、クーン星、オウター星、暗黒惑星、ハケン星がある。
アーリア星
独裁者のモアイ王が支配する君主制の惑星で、宇宙進出できる科学力はない。金にならない荒れ果てた星という理由で、ベジータに破壊されてしまう。
男がハエ、女が蝶といった外見の、地球人よりふた回りほど身体が大きい昆虫人間のアーリア星人が住んでいる。
アルファ星
魔人ブウにより破壊された星。
カナッサ星
未来的な都市がある、バーダックたちが制圧した惑星。この星には超能力を身につけられるエネルギーが存在しており、この惑星の住人であるトオロは、未来を見ることができるようにしてしまう幻の拳を放つ。
『ドラゴンボールZ Sparking!』のIFストーリーにて悟空がバーダックと対峙した際、「さかな」と聞き間違えている。
トトカマ星
『ドラゴンボールZ 燃えつきろ!!熱戦・烈戦・超激戦』にてパラガスの部下のセリフの中に名前のみ登場。この星に「伝説の超サイヤ人」が出現したという報告を受けたベジータは、この時点では伝説の超サイヤ人の正体であることは判明していなかったブロリーとともに討伐に向かうが、そこには影も形もなかった。
タッブ星
タッブ星人が住む星。ベジータ王存命時にフリーザの指示でサイヤ人が攻めていた惑星。フリーザからは攻め落とすまでの期限が設けられていた模様であり、タッブ星人の抵抗が予想以上に激しく、予定よりも制圧が三日も遅れてしまうとの報告を受けて、激怒したベジータ王が報告者を処刑している。
偽ナメック星
近くに宇宙潮流が発生している星。宇宙潮流に巻き込まれ、この星に不時着したため宇宙船を奪い、この星から脱出しようと企むライチとザークロが、幻覚を使いナメック星人に見せかけていた。
本来の姿は砂漠や沼や岩ばかりの大地で、人食いオーム貝といった凶暴な生物が住んでいる。
魔凶星
5000年に一度の周期で地球に接近する、ガーリックJr.たち魔族の故郷。魔凶星出身の魔族の力を上げる効果があるが、最後は悟飯により破壊された。
ミート星
フリーザの命令を受けたドドリアが、サイヤ人であるトーマたちを全滅させた惑星。
リット星
フリーザの部下であるリット星人が住んでいる、岩山やクレーターが多い惑星。後に、悟空を追うベジータにより、この星に住むリット星人は全滅させられてしまった。原作ではリット星人の名前のみ登場。
リット星人は地球人の子供くらいの体型をしており、鳥と爬虫類を足したような顔をしている。
ナメック星でベジータが悟飯とクリリンに提供した戦闘ジャケットはこの星人のサイズである。
惑星シャーツ
シャーツ星人が住む星。ベジータ、ナッパ、ラディッツにより3日で滅ぼされた。ザーボン曰く「（自分であれば）1日あれば十分（滅ぼせる）」ほどの小規模な星とのこと。
スラッグの惑星クルーザー
『ドラゴンボールZ 超サイヤ人だ孫悟空』に登場。スラッグたちの宇宙船として使われている惑星。「移動惑星スラッグ」とも呼ばれる。
ビッグゲテスター
『ドラゴンボールZ 激突!!100億パワーの戦士たち』に登場。悟空によって倒されたクウラが宇宙の墓場に流れ付きコンピュータチップと融合して誕生した機械惑星。
無数のロボット兵やメタルクウラを量産し、新ナメック星に侵攻した。
新惑星ベジータ
『ドラゴンボールZ 燃えつきろ!!熱戦・烈戦・超激戦』に登場。ベジータたちが、ブロリーの父親であるパラガスによって連れてこられた星。緑にあふれているが、宮殿のほかは廃墟と化しており、惑星シャモから連れてこられたシャモ星人が奴隷として働かされている。新惑星ベジータよりも巨大な直径を持つグモリー彗星の衝突により消滅してしまう。
惑星シャモ
『ドラゴンボールZ 燃えつきろ!!熱戦・烈戦・超激戦』に登場。シャモが住んでいた星。新惑星ベジータに連れてこれられたシャモ星人の奴隷たちが、いつか星へ帰りたいと常々眺めていたが、ブロリーによって破壊されてしまう。
シャモ星人は、モヒカンのような紫色の髪の毛が生えており、小柄な体型をしている。体表は緑色をしており、年をとるごとに白っぽい緑から濃い緑に変わっていく。
コナッツ星
『ドラゴンボールZ 龍拳爆発!!悟空がやらねば誰がやる』に登場。南の銀河にあるコナッツ星人が住む惑星。かつてヒルデガーンが生まれたことにより、滅亡寸前まで追いやられた。
名前の由来はココナッツ。
ミノシアのいた星
『ドラゴンボールZ 龍拳爆発!!悟空がやらねば誰がやる』に登場。西か東の銀河にあるとされる、荒涼としたさびしい星。
惑星448
『ドラゴンボールZ 復活の「F」』および『ドラゴンボール超』で名前のみ登場。フリーザ軍残党であるソルベたちが攻めていたが、先住民の反乱が激しいためにやむなく撤退した。
惑星マヌー
『ドラゴンボールZ 復活の「F」』および『ドラゴンボール超』で名前のみ登場。イチゴのような脳みそを持つ大ガエルが住む惑星。

##### 『ドラゴンボール超』に登場した惑星
惑星ウォートリン
アニメに名前のみ登場。ビルスの弁当の中身が惑星ウォートリン産の焼き鮭と第65星雲名物チキン南蛮だった。
惑星モンサー
アニメに名前のみ登場。ビルスが物語の160年前に破壊した惑星。
バンナ星
アニメに名前のみ登場。たこ焼きに似た激甘ブラックチェリーソースが存在する。
スナク星
アニメに名前のみ登場。犬を苦手とする、青いライオンのような顔をした種族が住む星。この星の大使が破壊神ビルスを撃退した勇者がいると聞き、勇者のメダルを授けに宇宙船で地球にやって来た。
ヤーゴ星
アニメに名前のみ登場。ヴァドスがシャンパに、この星のニガニガ野菜の100%の搾り汁を与えた。
ゾリート星
アニメに名前のみ登場。高原の空気がさわやか。
ズノーの星
アニメおよび漫画版に登場。枡に囲まれた星。地球から少し離れたところにある。建物も住人も和風的な雰囲気になっている。
惑星サダラ
アニメおよび漫画版に登場。第6、第7宇宙どちらにも存在していたが、第7宇宙の惑星サダラはすでに消滅。詳しくは#惑星サダラを参照。
ポトフ星
アニメに登場。力はないが高度な技術力を持つポトフ人が住んでいた星。かつてポトフ人は相手のパワーを吸い込み無力化する液体「コメソン」を発見し、それを兵器として侵略者たちからポトフ星を守ってきたが、侵略者の悪しきパワーを吸収しすぎて邪悪な意思を持ちだしたコメソンを封印するために自ら犠牲となり、ただ1人生き残ったポタージュが以来100年以上その封印を守り続けている。そのためジャコには誰もいない星だと認識されていた。
惑星ガスパ
アニメおよび漫画版に名前のみ登場。カプセルコーポレーションで食事に出されたスープがこの星に住むドラゴンのゲロに似ており、ビルスが飲むのをためらっていた。
惑星フリーザNo.17
漫画版に登場。ソルベの基地があり、その周囲には吹雪が吹き荒れている。
惑星スイッツ
漫画版に名前のみ登場。第6、第7宇宙どちらにも存在する。詳しくは#惑星スイッツを参照。
惑星ワガシ
漫画版に名前のみ登場。モナカが住む星であり、モナカはそこの英雄。
小惑星バンパ
『ドラゴンボール超 ブロリー』に登場。94番恒星を回る、辺境の小惑星。朝は暑く、夜は嵐が来る過酷な環境であり、住む人間のいない広大な荒野に凶暴な大ダニや、それを主食とする超巨大生物バアが生息している。また、月が存在する。ブロリーが育った場所でもある。
トカゲ星人の星
『ドラゴンボール超 ブロリー』に登場。ベジータやナッパたちが攻めていた星であり、ここで惑星ベジータ消滅の連絡を受けた。惑星ベジータから遠く離れた場所にある。名前は副音声より。
銀河パトロール本部
漫画版に登場。銀河の治安を守るエリート部隊が所属する銀河パトロールの総本部。とある銀河に存在しており、宇宙空間に浮かんでいる。『銀河パトロール ジャコ』のおまけストーリー『DRAGON BALL－ 放たれた運命の子供』にも登場している。内部には隊員用のトレーニングルームがあり、多少の衝撃には耐えられるように作ってある。
銀河刑務所
漫画版に登場。銀河パトロール直轄の施設。銀河パトロール本部同様、宇宙空間に浮かんでいる。凶悪犯モロが収監された場所でもある。
惑星ジャング
漫画版に登場。マカレニ兄弟が列車強盗事件を起こした星。無数の岩が浮遊しており、大量のブルーオーラムが運搬されている。
惑星チップ
漫画版に名前のみ登場。モロが送り込んだ部隊が襲撃した星。
リッチ星
漫画版に名前のみ登場。モロが送り込んだ部隊が襲撃した星で、銀河パトロールが対応に当たった。
無人惑星
漫画版に登場。地球から遠く離れた場所にある星で、悟空とメルスが修行を行った場所。ピラミッド状の建物から時の異次元世界に入ることができる。
たまたま寄った星
漫画版に登場。セブンスリーたちが地球へ向かう前に寄った星。この星の戦士は頭から背中にかけて生えた体毛を針のように飛ばすことができ、中にはワープホールを作れる者もいる。セブンスリーはこの者の能力をコピーし、地球まで宇宙船で何日もかかるところを一瞬で移動することができた。
ヒータのアジト
漫画版に登場。宇宙空間に浮かぶ巨大な岩の上に築かれた城。城ではヒータ一味が豪華な暮らしをしている。岩の中に格納された宇宙船も豪華な造りになっており、船内にはプール設備や一流のシェフが揃えられている。
シリアル星
漫画版に登場。かつて狙撃に特化した右眼を持つ民族シリアル人と、数十人のナメック人が住んでいた惑星。40年前にフリーザ配下のサイヤ人の襲撃を受け、ほぼ全てのシリアル人とナメック人が殺害された。その後、壊滅状態だったシリアル星の開発がヒータにより進められ、星を失い宇宙を彷徨っていたシュガ人に高額で引き渡され、シリアル星はシュガ人のものとなった。コロニー内の整備された街にシュガ人が住み、シリアル人唯一の生き残りであるグラノラは気を使って離れた山に住むが、両者の関係は良好。

##### 『ドラゴンボールGT』に登場した惑星
恐竜の惑星
空気が抜けると人間より小さくなってしまう巨大恐竜が住む、原始的な自然あふれる惑星。
巨大トラの惑星
顔だけやけに大きい巨大な虎が住む、緑豊かな惑星。
ツフル星
究極のドラゴンボールへの願いにより地球の側に出現した、惑星プラントとまったく同じ星。星にはシンボルタワーがそびえ立ち、その周りには町があるなど、かつての惑星プラントと同じ姿をしている。ベビーはこの地に洗脳した地球人を移住させ、全宇宙ツフル化計画を進めようとした。
名前の由来は「果物」の英語「フルーツ（fruit）」から。
冷凍惑星
星全体が氷で覆われており、吹雪が吹き荒れる極寒な気候の惑星。
惑星イメッガ
国王ドン・キアーにより、国民と星のすべてをレンタル契約にするという政策が施行され、なにもかもに高額なレンタル料を課せられている星。ドン・キアーの政策により、ホテルなどにはあちらこちらに料金メーターが取り付けられている。砂漠の中に町があるアラビア風な雰囲気で科学が発達しており、ホテルの中にはロボットも見られる。ここに住んでいる一般人は頭にターバンを巻いている。悟空がドン・キアーを打ち倒したことにより政策は廃止になり、星に平和が戻った。
名前の由来は「がめつい」から。
惑星M2
ギルの故郷であり、リルド将軍をはじめとしたマシンミュータントの本拠地。科学の粋を結集して造られた機械惑星であり、金属の林檎も生えている。実はリルド将軍自体が惑星M2そのものでもある。
名前の由来は「マシンミュータント」の頭文字2つから。
惑星ケルボ
火山が多い自然豊かな星。ここの村は、ナマズの化け物であるズーナマに苦しめられていた。
この惑星の住人は耳の先が尖っていること以外、地球人に良く似た外見をしている。
名前の由来は「火山」の英語「ボルケーノ（Volcano）」から。
惑星ビーへ
ハサミ虫のような巨大生物ムーマが住む小惑星。岩だらけでいびつな形をしており、星のいたるところに巨大な穴が開いている。
名前の由来は「ヘビ」から。
惑星ピタル
宇宙一、医療システムが発達しており、科学と豊かな自然が共存している惑星。宇宙船発着空港などといった施設も充実している。
名前の由来は「病院」の英語「ホスピタル（Hospital）」から。
惑星モンマース
自然豊かで、植物、動物、昆虫など、すべてが巨大なサイズの星。巨人が住んでおり、虫歯に苦しんでいた。
名前の由来は「マンモス」から。
惑星ルーデゼ
まわりに太陽が5つあり、凶暴な巨大アリジゴクもどきが生息している、砂漠だらけの惑星。砂漠の一部には、オアシスも存在する。
名前の由来は「出るぜ」から。
惑星ルード
ルード教の本部であるルード神殿がある、赤茶けた大地の惑星。教祖のドルタッキーや祈祷師のムッチー・モッチーにより統轄されたルード教という宗教の信者が、全宇宙から集まっている。ルード教の信者は全員マスクを被っており、ルードと呼ばれる石造を崇めている。逆らうものは人形に変えられてしまい、ルードのエネルギー源とされてしまう。ルードの正体は巨大マシンミュータント。
名前の由来は「人形」の英語「ドール（doll）」から。

#### ビルスの星
「ビルスの城」「ビルス星」とも呼ばれる。宇宙のどこかに存在する、破壊神ビルスと付き人のウイスが住んでいる宮殿がある星。『ドラゴンボール超』で第7宇宙にあることが明かされた。鳥山明によるデザインで、モチーフはピラミッド。下部はピラミッドが逆になったような四角錐に似た形状をしており、上部は太い枯れ木に絡むように、いくつもの建造物が螺旋状に建っている。下に広がる森にはビルスが様々な星で集めてきた戦利品が置かれている。城内は無機質な造りであり、巨大水槽に囲まれたダイニングやビルスの寝室もある。『ドラゴンボール超』ではリビングや浴場、バルコニーも登場している。寝室に浮かぶ丸い台座のような場所でビルスは眠りについており、『ドラゴンボールZ 神と神』では巨大な砂時計の目覚まし爆弾もセットされていた。庭には恐竜のような生物や予言魚が棲みついている。星の周囲には飾りの星が多数浮かんでいる。ウイスの超高速移動で北エリアの界王星まで約26分、地球まで約35分の場所にあるが、劇中などにおいて正確な場所は示されてはいない。
アニメ『ドラゴンボール超』では精神と時の部屋に似た亜空間も登場している。ウイスが杖の力を使って悟空とベジータをビルスの星からこの空間に放り込み、超サイヤ人ブルーになる修行をさせた。何もなく暑くて息苦しい空間であり、外の世界と時間の流れが異なる。神の気に満ちた場所であるため、気を高めた上で漏らさずコントロールしないと動けない。ゲーム『ドラゴンボール ゼノバース2』にも登場しており、時の界王神には「ウイスさんが作った空間」と言われている。

### 魔界
暗黒魔界や悪魔界とも呼ばれており、邪悪な生命体が住む混沌とした謎の世界。あの世とこの世から成るとてつもなく巨大な球状の空間において、もっとも下方に存在しており、宇宙の裏側の次元にある世界。宇宙同様、魔界もいくつかのエリアに分かれており、そのすべてを魔界の王であるダーブラが統率している。あの世の神々である界王の目が届かぬ世界であり、この世でも特殊な世界である。科学より魔法が幅を利かせており、魔人や魔女と呼ばれる邪悪な生命体が住んでいる。バビディたち魔導師は魔界に住む邪悪な妖怪のような存在であり、場所は不明だが彼らの住む星では魔法が「科学」として存在している。魔界は宇宙中に存在する規模の小さい空間という説明もあり、魔導師たちの隠れ家のような場所でもある。魔界には界王神と対極するように悪を司る魔界王神も存在しているが、今のところ、魔界王神よりも界王神の力が上回っている模様。さらには界芯星で生まれた不良芯人が魔界王のもとへ行くこともある。
魔界の門
アニメ『ドラゴンボール』第81話に登場した、魔界へと繋がる門。この世とあの世の間にあるとも言われている。あの世と魔界を含めたこの世の決まりにより、閻魔大王か神から与えられた通行許可証と鍵を持つ死神だけが通ることを許されている。
魔界の武道家シュラが、呪いをかけた剣を門に突き立て開放されたままの状態にしたことによって、一時期は地球上にある村へと魔界の魔人が自由に通れる状態になっていた。門の先は洞窟状になっており、入り口の比較的近くには、シュラと手下の魔人たちが住みかとしているシュラの城がある。悟空は第22回天下一武道会へ向けた修行中に、この門をくぐりシュラと対戦している。

## あの世
天界とも呼ばれている。この世とあの世から成り立つ巨大な球状の空間において上半分に存在しており、天国も含めた界王界、閻魔界、地獄という3つの小世界であるエリアに分かれ成り立っている。全宇宙の魂となった死人が集まる場所であり、上空に存在するあの世の太陽が全体を照らしている。
ここでの死者は、魂の状態になる。原則的に魂となった死人と神々しか立ち入ることはできないが、まれに占いババなどのような生者や、惑星の神の判断で肉体を持ったまま閻魔界を訪れる死者もおり、閻魔が許可をした死者だけが、あの世で肉体を持つことを許され、死人の証として頭上には輪っかが浮かぶ。肉体を与えられた死者は、死んだ時の年齢のまま年をとらない。死後も肉体を持つことを許可された悟空は、ここで界王との修行や、第25回天下一武道会のための特訓を行った。劇場版ではベジータに対し悟空が「オラ肉体を持って大界王星でずっと修行を続けてたんだからな。魂だけになったおめえとは差がついて当たり前だ」と述べている。
原作における魂は、人魂のような姿や、生前と同じ姿で描かれている。アニメでは、上半身が生前の姿で足の無い幽霊のような姿のほか、地獄に落ちた魂が肉体があるときの生前と同じ姿で描かれることもあり、その場合も肉体を与えられた者同様、頭上に輪っかが浮かぶ。『ドラゴンボールGT』では地獄に落ちた者の頭上からは輪っかが消失する演出で描かれた。
肉体を与えられた死者は、占いババの手を借りることより24時間だけこの世に戻ることもできる。ただし、エネルギー消費が激しい超サイヤ人3に変身した際には、この世にいられる時間が短くなっており、あの世に戻ってからでないとエネルギーが回復できなくなっている。
あの世では、人間に似た姿の鬼が働いている。また、自然界の中で誕生した生命ではない人工生命体も、死後はあの世に行っている。
この世を管理する立場にある神々の界王は、重大な事態に対してはこの世に干渉することもある。
この世を治める手段の一環として、各惑星に住む知的生命体の監視、保護および、未熟な知的生命体の種族的成長を促し、最善の方向へ導くことを目的とした、あの世からの人材派遣が行なわれている。派遣された者は、惑星の神の補助的な役割を担う。ミスター・ポポやカリンなども、あの世から派遣された人材である。

### 閻魔界
あの世の入り口であり、黄色い雲の上に建てられた閻魔大王の宮殿がある場所。原則的に、魔族に殺され、あの世へ行くことができずにこの世の空間を漂うことになる者の魂といった例外を除き、あらゆる者は死ぬと、まずここへ来ることになる。死者の魂はここで、閻魔大王により天国行きか地獄行きかの決定が下される。肉体を持つことを許されている正義の武道家や界王たちは、基本的にフリーパスであり、列に並ばずとも閻魔界を通ることができる。そのためアニメ『ドラゴンボールZ』第195話で、青鬼の係員が死亡した北の界王たちと共に閻魔大王の宮殿を訪れた悟空を「（列に並ばずともよい）フリーパスの方」、「正義の武道家でなければ与えられない、あの世でも修行できる体」と呼んでいた。
他には、あの世エアポート、蛇の道の出発地点がある。
鳥山明によると神様の神殿が神秘的な感じだったので、逆にあの世は現実的にしようと閻魔大王や鬼たちにサラリーマンのようなスーツを着せたという。
アニメの閻魔界の様子
上記のほかに、客が妖怪や幽霊ばかりの喫茶うらめしや、劇場版で登場したスピリッツ・ロンダリング装置などがある。
地獄行きの魂は、地獄へ落とされる前にスピリッツ・ロンダリング装置に入れられ、悪い気をクリーニングされる。スピリッツ・ロンダリング装置は、洗い落とされた悪の気が満タンの状態でタンクを換えずに運転し続けると爆発してしまい、悪の気があふれ出てしまう。
閻魔大王はあの世を正しく司る力を持っており、劇場版でジャネンバによって張られた結界に閻魔界が閉じ込められた際には、その力を発揮できなくなった結果、あの世とこの世の法則が崩れ、死人が生き返るなどの現象が起こった。地獄で悟空の前に現れたベジータも「魂だけになったこのオレになぜ肉体が戻ったのかは定かではない」と言っている。『GT』でも、この世の17号とあの世の新17号が共鳴し放たれた黒いエネルギー波により、地上と地獄の間に穴が開き繋がった状態になった結果、ジャネンバの時と同じように、かつて倒された地獄の罪人が地球上で暴れまわる現象が起きている。

### 界王界
界王が住んでいる世界。ここでは界王たちが宇宙の東西南北を監視している。天国や大界王星も界王界に含まれる。
界王星
厚い雲の上に浮かぶ超小型な惑星。北の界王が住んでいる北エリアの界王星は蛇の道の終点に存在しており、重力は地球の10倍。草や数本の木が生えており、星を1周している道路、界王の住居がある。界王の住居は円形の屋根をしたドーム型の建物になっており、バブルスやグレゴリーも住んでいる。修行のため、閻魔に許可された武道家などがここに来ることもある。北エリアの界王星は瞬間移動で悟空が運んできたセルの自爆で消滅してしまった。かつては大きな星だったが、ビルスがかくれんぼで負けた腹いせに現在の大きさになるまで破壊したことが劇場版『神と神』で語られた。また、北の界王はセルに破壊された自分の星を復元する際に元の大きさに戻さなかったが、「この大きさがお気に入りなんですね」とウイスに言われている。北エリアの界王星同様、あの世の各地点には東・西・南、それぞれの界王星が浮かんでいる。
大界王星　
大界王が住んでいる巨大な惑星。原作には未登場。天国よりも更に上空の位置に浮かんでいる。大界王の住まいである大界王殿、大界王星で修行を行う武道家たちのための建物、空港などがある。ここへは、閻魔界のあの世エアポートから飛び立つ、オンボロな飛行機で来ることができる。
大界王殿にはいくつもの部屋があり、その中には武道会を行うための闘技場がある広い空間を持つ、不思議な部屋もある。闘技場では、正義の行いをして肉体をもらった武道家を集めあの世一武道会が開かれた。ここでは観客も生前同様の姿をしている。
天国 　
閻魔大王によい人物だと判定された死者が住む世界。閻魔界のはるか上空に浮かんでおり、巨大な星のようになっている。一面お花畑が広がっており、宇宙と同じくらい広さがあるとも言われている。ここへは閻魔大王の館から出ている豪華な旅客機によって運ばれる。

### 蛇の道
閻魔界から界王星まで続くとてつもなく長い蛇の姿を模した道で、およそ100万kmはあると言われている。ここ一億年の間に界王星まで辿りついた人物は、閻魔大王、孫悟空、ヤムチャ、餃子、天津飯、ピッコロのみである。蛇の道のすぐ下は地獄との境目になっている黄色い雲があり、下が地獄になっているため一度下に落ちると二度と上に戻ることはできない。
アニメでは蛇の道を掃除するクリーニングカー（路面清掃車）のほかに、道の途中にそびえたつ蛇姫の御殿が登場した。蛇姫の御殿は蛇の道の中間点にある。
アニメのみの描写である悟空が雲をちぎって食べる、雲の下の地獄へ行くなどのアイディアは鳥山明によるもの。また、鳥山がアニメオリジナルエピソードのために用意したメモでは、蛇の道には巨大な蛇が一匹いるという設定だった。

### 地獄
悪人が死後送られる世界。原作では名前のみ登場し、魂は洗われ記憶も無くし新しい生命体に変えられる世界と解説されている。不思議な黄色い雲により上の世界と仕切られている。
地獄の上空にある雲は、上から来るものは通過できるが、下から来るものは通さないため、罪人が飛んで脱出することは不可能。アニメ『Z』において、誤って蛇の道から落ちて地獄に行った悟空や、界王星でヤムチャたちに敗北して落下したギニュー特戦隊のメンバーが大ジャンプして脱出を図ったが、どちらも失敗している。『Z』のアニメオリジナルストーリーや劇場版の『復活のフュージョン!!悟空とベジータ』では悟空が悪人退治のために地獄へ向かっている。『GT』では、悟空をこの世へ戻すため天国にいたピッコロが地獄へ行かせてくれと閻魔大王に頼んだが、一度天国行きになった者は地獄に落とすことはできないと断られたため、わざと天国を荒らして閻魔大王に即刻地獄へと送られた。『Z』で描かれた地獄の様子は、原作者である鳥山明のアイディアメモに記されたものが反映されている。
悪魔族のアックマンは地獄生まれである。
アニメの地獄の様子　
- 石を積み重ねたような形の岩、葉がなく枝がとがった木といった風景の地獄の1丁目がある。ここでは人魂のような姿をした魂が、公園でデートをしたり、遠足で針の山に登ったりといった暮らしをしている。ここには、地獄の番人ゴズ、メズが勤める三途の川出張所、血の池公園、元祖針まんじゅうを売っている茶屋が隣接している針の山、火の谷、遊園地、閻魔の引き出しへと通じる階段などがある。また1丁目三番地には、閻魔しか食べることが許されていない実がなる巨大樹木、円生樹が生えている。
- 蛇の道から人が落ちそうになると黒いモヤモヤした物体の手が人を地獄に引きずりおろそうとする。これは、『Z』第7話で1回のみあった設定。
- ときに悪人が地獄で暴れまわることがあり、あの世の武道家が地獄で暴れる悪人を退治しに行く場面がある。
- 地獄で暴れた者などは、檻に閉じ込められる。
- 半透明な赤い液体の塊で円錐形をした血の池地獄や、針だらけの巨大な鉄球が積み重なった針の山地獄が存在する（劇場版）。劇中でベジータは「地獄での苦しみを思えば、どんなことでも辛抱できる」と発言している。
- 『Z』では、天国にいる者も地獄にいる者も天使の輪がついていたが、『GT』では描かれていない。ピッコロが悟空を助けるために天国を荒らし、わざと地獄へ行くことになったくだりでは、天使の輪が消えるシーンがある。
- 巨大なモニターのようなものがあり、そこに悟空たちが過去に倒した悪人が集まってベジータが苦戦している様子を見ていた。
- 常に薄暗く、岩だらけの山ばかりといった風景の地獄があり、鬼の顔のような形の山もある[注 17]。その山の洞窟でドクター・ミューとドクター・ゲロが悪巧みをしていた。
- 下層の地獄[注 17]では、案内役の老婆が様々な地獄を案内する。下層には以下のような地獄がある。
  - 釜茹で地獄 - 巨大な鍋で巨大なおでんの具とともに茹でられる。
  - くすぐり地獄 - 寝かされた椅子から白い手が出てきてくすぐられてしまう。
  - 灼熱地獄 - サウナ室のような部屋に入れられ高温で蒸される。
  - 冷凍地獄 - 巨大な冷凍マシンから吹き出す怨念の雪によって、体の自由を奪われ凍らされてしまう。悟空は、セルとフリーザによって、ここに落とされてしまった。冷凍マシンから雪と同時に吹き出す人魂や、地面から生える白い手のようなものは、もがけばもがくほど離れないようになる。冷凍マシンは天国や地獄で悪さをしでかした死人のせっかん用に開発されたため、生者に使うと体温によって氷が溶けてしまう。

### その他
- アニメでは、地球にある五行山の八卦炉にかかった鍋の蒸気から作り出される霧があの世とこの世を繋ぐ出入口となっており、この世で死んだ者はそこからあの世に向かい、あの世の住人は子孫の家へ帰る時必ずそこから出入りするとされている。
- 基本的に悪事を行った者が地獄へ行くが、特別扱いをされることがある。当初は悪人だったピッコロも、生まれ変わった後[40]は無辜の者をほとんど殺さず地球を守るために戦った功績や、悟飯をかばい命を落とした行いにより地獄行きを取り消され、肉体を持ったまま界王星に行くことができている。魔人ブウを倒すため自爆死したベジータは、過去に無辜の者を大量に殺した罪で地獄に落ちる運命だったが、閻魔の特別なはからいで死者でありながら魔人ブウと戦うための肉体を貰い、再びこの世に舞い戻った[注 18]。
- 界王神界での戦いで、悟空が「一度死んだものがもういちど死ぬと、この世からもあの世からも存在しなくなる（消滅する）」と述べている[注 19]。
- 肉体を与えられていた者と違い、クリリンやセルゲームで死んだトランクス、ブウに殺された人々などは、生き返った際、あの世のことを覚えている様子はなかった。
- 作中であの世が登場する以前に発売された『DRAGON BALL冒険SPECIAL』では、死の世界[注 20]と呼ばれる場所があると記載されており、死んだレッドリボン軍のムラサキ曹長やブルー将軍、魔族のシンバルやタンバリンはそこへ送られている。ムラサキによると「あまり快適ではない」[41]。またブルーは、桃白白はそこにはいないと言及し、生きていることを示唆していた[41]。なお、同書によると悟空の育ての親である孫悟飯は天国に住んでいると書かれており[41]、ピチピチギャルに囲まれ暮らしている[19]。
- 『ドラゴンボールZ 復活の「F」』ではフリーザは「地球の地獄」と呼ばれている場所に送られている。渓谷の清流の水の底に大木と花畑があり、フリーザが力を奪われてミノムシのように体を包まれて大木に吊るされ、その周りで天使や妖精、ぬいぐるみなどが楽しく歌いながら踊っており、フリーザは延々とそれを見せられ続ける日々を送っていた。ここに吊るされていたフリーザは、一旦生き返るまではメカフリーザの姿をしていた。フリーザは地球が無くなれば地球の地獄も無くなるという趣旨の発言をしている。また、『ドラゴンボール超』において閻魔大王はフリーザが地球以外で死んだら自分が管理しなくて済むと発言している。漫画版ではフリーザが吊るされていた場所は「地獄（フリーザ専用）」と説明されている[42]。

## 界王神界
界王たちの神である界王神たちが住む世界。あの世とこの世の両方を外側から監視するため、世界全体が衛星のようにその周りを一定の周期で周回している。
詳細は界王神界を参照

## 亜空間
「時間」や「空間」といった概念がなく、どのエリアからも切り離された次元の間に位置した世界。

### 精神と時の部屋
地球の神の神殿最下層にある部屋。
詳細は精神と時の部屋を参照

### 時の異次元世界
漫画版『ドラゴンボール超』に登場。精神と時の部屋と同様の場所で、真っ白な空間が広がっている。時間の流れが外界とは異なっており、ここでの3日間は外の世界での1日となる。また、外界から閉ざされているため力を発揮しても外から気は感知されない。悟空はここで身勝手の極意を完成させるためにメルスに稽古をつけてもらった。

### スゴロク空間
『ドラゴンボールGT』に登場。スゴロクのルールがすべてを支配する、派手な見た目の異次元空間。ベビーに止めを刺しかけられた悟空を瞬間移動で救出した界王神が、次元の振動により悟空をここに落としてしまった。ここでは気が一切使えなくなり、気でマスを壊したり空を飛んでゴールまでひとっ飛びということはできない。54万連勝すれば出られるが、イカサマをしたり負けたりすると死んでしまう。サイコロを振りつつ、細長い柱に支えられた丸いマスを進んでいく。なぞなぞのマス、炎だらけのマス、絶対泣いちゃいけないマスなどがある。空間そのものが意志を持っており、スー五郎親子のイカサマ行為を知り激怒したスゴロク空間は崩壊し始め、崩壊によって気が使えるようになった悟空のかめはめ波により消し飛んだ。

## その他の宇宙
『ドラゴンボール超』に登場。第7宇宙を含め、全ての宇宙が全王により格付けされている。以前は宇宙は18あったらしいが、機嫌を損ねた全王により6つ消され現在の12に至ったという。

### 第1宇宙
「至高の宇宙」。宇宙レベルは1位。界王神アナトと破壊神イワンが統治している。対となるのは第12宇宙。「人間レベル平均」は7以上。
崇高な精神を持った宇宙であり、人間の他に精神だけの存在になった種族が住む。

### 第2宇宙
「優しさの宇宙」。宇宙レベルは6位。界王神ペルと破壊神ヘレスが統治している。対となるのは第11宇宙。ヘレスは「人間レベルは及ばずとも愛のレベルは全宇宙一」と豪語している。
力の大会に参加する戦士は女戦士が中心であり、ヤードラット星人やツフル人も存在する。リブリアンのいる星は美的感覚が第7宇宙の地球とは異なる。

### 第3宇宙
「精神の宇宙」。宇宙レベルは7位。界王神エアと破壊神モスコが統治している。対となるのは第10宇宙。
高い技術を誇る宇宙であり、力の大会には9人の改造戦士と、それを制御する1人の人間が参加している。アニメでは無数の機械の星が浮かぶ界王神界が描かれている。

### 第4宇宙
「陰謀の宇宙」。宇宙レベルは9位。界王神クルと破壊神キテラが統治している。対となるのは第9宇宙。
力の大会に出場する戦士は忍術や超能力、催眠術など、特殊技能を持つ者で結成されている。

### 第5宇宙
「バランスの宇宙」。宇宙レベルは3位。界王神オグマと破壊神アラクが統治している。対となるのは第8宇宙。「人間レベル平均」は7以上。
調和を重んじ、世界の可能性を模索する宇宙であり、破壊神により破壊対象は深く検証されている。漫画版では、アラクがビルス同様に四角錐型の星に住んでいる描写がある。

### 第6宇宙
「挑戦の宇宙」。宇宙レベルは10位。界王神フワと破壊神シャンパが統治している。対となるのは第7宇宙。第7宇宙と同じ惑星や銀河が存在している。ただし、惑星スイッツのように実際に同じ存在が確認されている惑星もあれば、地球や惑星サダラのようにどちらかの宇宙ではすでに「消滅」や「人類が絶滅」している惑星も存在する。アニメ『超』第71話では第6宇宙の様子が描かれている。

#### 種族（第6宇宙）
- 第6宇宙のサイヤ人
- 第6宇宙のナメック星人
- メタルマン[注 22]

#### 天体（第6宇宙）
地球
第7宇宙では存続しているが、対となる第6宇宙の地球では過去に起きた紛争で人類は滅亡しており、荒廃した星と化している。第6・第7宇宙破壊神選抜格闘試合終了後、ビルスの超ドラゴンボールへの願いにより復活し、第7宇宙の地球と同様の文化も蘇った。
惑星スイッツ
漫画版に名前のみ登場。第6、第7宇宙どちらにも存在する。シャンパによると、この星はケーキもさることながらパフパフの実が絶品だという。はるか昔、ヴァドスが用意したビルスとシャンパのバースデーケーキの上にパフパフの実が置かれていたが、ビルスが先に食べたため兄弟ゲンカに発展した。2人のケンカを止めたウイスとヴァドスの提案により、次からは食べ物対決を行うようになる。
惑星サダラ
第6宇宙のサイヤ人が拠点にしている星。
第7宇宙では、かつてサイヤ人が惑星ベジータ（旧惑星プラント）を奪う前に住んでいた星だが、サイヤ人の仲間割れで消滅した。
漫画版では名前が初登場した『Vジャンプ』掲載時のみ「惑星サラダ」という名称になっていたが、単行本で「惑星サダラ」に修正されている。
惑星マヨネー
アニメに名前のみ登場。第6宇宙の星。キャベがフロストと一緒に戦い、フロストは宇宙海賊から市民を守った英雄とされているが、襲撃した宇宙海賊はフロストが率いる裏の組織だった。
界王神界
第7宇宙の界王神界に似た場所。

### 第8宇宙
「勤勉の宇宙」。宇宙レベルは4位。界王神イルと破壊神リキールが統治している。対となるのは第5宇宙。「人間レベル平均」は7以上。
あらゆることを計画的に行う宇宙であり、レベルが下がる存在は破壊神により厳格に破壊されている。

### 第9宇宙
「姑息な宇宙」。宇宙レベルは12位。界王神ロウと破壊神シドラが統治している。第7宇宙と並び最低ランクの宇宙の一つとされる。対となるのは第4宇宙。「人間レベル平均」は最低の1.86。
破壊神と界王神がサボり気味な宇宙であり、とにかく姑息でずる賢い種族がはびこる。
界王神界
広大な草原の地平線が広がる場所。無数の岩が浮遊しており、その上でロウとシドラが密談する場面がある。

### 第10宇宙
「マッチョな宇宙」。宇宙レベルは8位。界王神ゴワスと破壊神ラムーシが統治している。対となるのは第3宇宙。
肉体の進化を重んじ鍛錬強化に注力した結果、巨大化の道を進んだ宇宙。ただし種族の知能は決して低くはない。漫画版では第7宇宙と同様の球体の外観が描かれている。
ババリ星
凶暴な恐竜型人間が住んでいる。界王神ゴワスがその成長を見守っている。ゴワスとザマスが時の指輪を使って1000年後のババリ星に来た際には文化らしきものができ始めていた。漫画版では文字や楽器などの文化の他、争いを収める影響力を持った人物も描かれた。
界王神界
界王神ゴワスと界王神見習いのザマス（界王）がいる。瓦屋根の神殿があり、その入り口には「界」という文字を模したピンク色の門がある。神殿の中には白い空間が広がっており、手をかざすと出現する引き出しに時の指輪が収められている。茶の間もあり、ちゃぶ台と｢神チューブ｣という過去の映像を見られるブラウン管テレビがある。漫画版ではテレビではなくタイプライターと水晶玉型のモニターになっている。

### 第11宇宙
「正義の宇宙」。宇宙レベルは5位。界王神カイと破壊神ベルモッドが統治している。対となるのは第2宇宙。力の大会参加宇宙の中では最高レベルの宇宙。
正義のチーム「プライド・トルーパーズ」により平和が保たれている。漫画版では、ベルモッドがビルス同様に四角錐型の星に住んでいる描写がある。
界王神界
無数の大地が浮遊している場所。宮殿内には星空が広がる真っ暗な会議室が存在しており、そこにある球体型モニター越しに界王神カイが他の宇宙の界王神と会話をする場面がある。
都市惑星
アニメで登場。上空を小型飛行艇が飛び交う未来的な街並みが広がる星。多種多様な種族が住んでおり、タワーのラウンジにはプライド・トルーパーズのメンバーが食事に訪れている。名前は副音声より。
惑星ダルドン
ドラキヤ星人が宇宙生物アラグネを使い、侵略を繰り返していた星。
惑星ネットフィス
プライド・トルーパーズの戦士たちが力の大会開催前に集まりトレーニングを行った星。
惑星バス
漫画版に登場。悪人に襲われた星で、多種多様な種族が住んでいる。
トワレ星
漫画版に登場。ジレンが銀河刑務所から逃げ出したオシュレット星人を捕らえるために向かった辺境の星。ジレンはこの星から惑星バスまで宇宙船を使わずに移動している。

### 第12宇宙
「究極の宇宙」。急成長を遂げた宇宙であり、宇宙レベルは2位。界王神アグと破壊神ジーンが統治している。対となるのは第1宇宙。「人間レベル平均」は7以上。
成熟した宇宙でありながら、さらに上を目指す向上心に溢れた宇宙。漫画版では、かつてこの宇宙に住む高度な文明を持った人間が過去に戻る装置を作り上げ歴史を変えたことがあり、そのために並行世界用の「時の指輪」ができたことで、以後時間の操作が厳しく禁じられるようになった。

### 12宇宙とは異なる空間
上記の12宇宙とは異なる空間。
名前のない星
中立空間に浮かぶ星。アニメではシャンパが破壊的なネーミングセンスで「なんにもない星」と名付けた。漫画版では「名前のない星」以外に「名のない星」とも呼ばれる。シャンパが第7宇宙の地球をかけた第6・第7宇宙破壊神選抜格闘試合の会場に選んだ場所。小さな太陽が近くにあるだけで、他にはほとんど何もなく大気さえない赤い星。ウイスの超高速移動でビルスの星から2時間10分かかる場所にある。ヴァドスがシャンパのエネルギー弾でもビクともしないドーム状のバリアで覆い、バリアの中はゾリート星の高原のさわやかな空気を再現し、闘技場は50メートル四方くらいの大きさとなっている。ビルスやシャンパの肖像画が描かれた両サイドの観客席や売店、トイレも設置されている。漫画版では会場のデザインがエジプト風になっている。
この星の正体は超ドラゴンボールの四星球で、昔願いが叶ったあと飛散する四星球が、元々あった小惑星にぶつかり砕けたその星の粉塵が降り積もってこうなったとピッコロは推測した。
王宮のある星
全王の王宮（全王の宮殿とも呼ばれる）がある星。クラゲ形の物体があり、その屋根の上には「全」の概観をした王宮がある。王宮自体や内部の柱や椅子が浮遊している。この王宮にはあまり物が置かれておらず、簡素である。王宮には、全王、付き人たち、大神官がいる。
ビルスの星からだとウイスの超高速移動でも片道2日ほどかかる場所にあるが、界王神なら瞬間移動で一瞬で行ける。
無の界
時間も空間も何もない、永遠と虚無だけに満ちた世界。どの宇宙にも属さず、どこでも無い場所。全王主催の全宇宙一の強者を決める武道大会「力の大会」の開催場所でもある。
武舞台
無の界の中に浮かぶ、力の大会の舞台となるリング。巨大な独楽のような形をしており、余計な飾りはなく質素な見た目となっている。材質として第7宇宙で産出されるカッチン鋼よりもさらに硬いカチカッチン鋼が用いられている。大神官により5チック（地球の時間でいうとおよそ40時間）で作製された。中央には時間とともに下がっていく時計柱があり、周囲には全王がくつろぐ控えの間や玉座がある移動神殿、界王神や破壊神が座る観覧用ベンチ、武舞台を照らす照明が配置されている。
武舞台の上では舞空術など宙を浮く類いの技は使えなくなるが、翼を持つ者や選手ではない界王神、破壊神、天使は飛ぶことができる。また、試合で不公平が出ないよう、選手ごとに生まれた星の重力が体にかかっている。選手が武舞台から落下するとベンチに転送される仕組みになっている。